# 夜行性アミューズ
もしかして
- 夜光性アミューズ

ではありませんか？